# Tubes criblés
 (décembre 2021).
Si vous disposez d'ouvrages ou d'articles de référence ou si vous connaissez des sites web de qualité traitant du thème abordé ici, merci de compléter l'article en donnant les références utiles à sa vérifiabilité et en les liant à la section « Notes et références ».
Les tubes criblés sont des files de cellules permettant la circulation de la sève élaborée à partir des feuilles grâce à des perforations de leurs cloisons transversales.
- Chez les gymnospermes, ils sont constitués de cellules criblées, peu spécialisées et interconnectées par des aires criblées : des zones de dépression de la paroi comportant de nombreux pores par lesquels passe le réticulum endoplasmique lisse.
- Chez les angiospermes, ils sont constitués d'éléments plus courts et moins effilés aux extrémités que l'on appelle « éléments de tubes criblés », ces cellules sont dépourvues de noyaux et interconnectés latéralement par des plasmodesmes. À leur côté se trouvent des cellules compagnes qui, elles, ont un noyau.